# Cachan
Cachan és un municipi francès, situat al departament de Val-de-Marne i a la regió de l'Illa de França. L'any 1999 tenia 24.838 habitants.
Forma part del cantó de Cachan i del districte de L'Haÿ-les-Roses. I des del 2016, de la divisió Grand-Orly Seine Bièvre de la Metròpoli del Gran París.
Situat al sud de París, a 2 km de les portes d'Orléans i d'Itàlia i 5 km del centre de la
capital, és el centre estatal de l'ensenyament tècnic. El municipi s'estén sobre tota l'amplada de la vall del Bièvre, d'un vessant a l'altre. Al cim del vessant est, el parc panoràmic ofereix una vista quasi-exhaustiva del municipi així com una bonica vista sobre el sud-oest de París i la Torre Eiffel.
El municipi de Cachan només existeix des del 1923. Abans era un barri més aviat burgès i rural del municipi industrial d'Arcueil.

## Educació
- École Normale Supérieure de Cachan